# Ezhou
Ezhou (chinois : 鄂州 ; pinyin : Èzhōu) est une ville de l'est de la province du Hubei en Chine.

## Subdivisions administratives
La ville-préfecture d'Ezhou exerce sa juridiction sur trois districts :
- le district d'Echeng - 鄂城区 Èchéng Qū  (centre de la ville);
- le district de Liangzihu - 梁子湖区 Liángzǐhú Qū ;
- le district de Huarong - 华容区 Huáróng Qū.

## Personnalités
- Liu Zhijun, ministre des chemins de fer, y est né.